# Wiesław Rogowski
Wiesław Tadeusz Rogowski, pseud. Tadeusz Lembowicz lub Kellog Benjamin Jr (ur. 6 lipca 1930 w Inowrocławiu, zm. 3 czerwca 2002) – polski poeta, prozaik, autor utworów dla dzieci, słuchowisk i powieści sensacyjnych.

## Życiorys
Ukończył filologię polską na Uniwersytecie Mikołaja Kopernika w Toruniu w 1953 roku. W latach 1948–1950 był członkiem ZMP, od 1950 roku należał do PZPR. Debiutował jako pisarz na łamach tygodnika „Razem” w 1949 roku. W latach 1953–1959 był redaktorem Polskiego Radia w Bydgoszczy. W latach 1955–64 był współzałożycielem, redaktorem, a z czasem zastępcą redaktora naczelnego dwutygodnika „Pomorze”. W latach 1960–1964 był kierownikiem Wydziału Kultury Wojewódzkiej Rady Narodowej. Od roku 1964 mieszkał w Szczecinie, gdzie był redaktorem naczelnym Rozgłośni Polskiego Radia, zaś od 1966 roku redaktorem naczelnym dziennika „Głos Szczeciński”. W 1971 przeniósł się do Warszawy, gdzie był redaktorem dziennika „Głos Pracy”, miesięcznika „Nowe Drogi” oraz tygodnika „Argumenty”.
Pseudonim „Lembowicz” to panieńskie nazwisko jego żony.
Spoczywa na Cmentarzu Południowym w Antoninowie (kw. 14-B, rząd II, miejsce 7).

## Twórczość
- Awaria
- Ballady i wiersze
- Biały punkt
- Guz
- Jeśli już mam umrzeć...
- Kamienny bruk
- Miasto
- Neseser Marii Visconti
- Nie wykiwasz mnie, stary…
- Niepewność
- Noc
- Odmiana
- Owoc w dłonie
- Przedziwne przygody żołnierza Swobody. Baśń osnuta na motywach ludowych
- Ruch okrężny
- Słowo i trwanie
- Spotkanie na skraju cienia
- Śmierć pod Obidową
- Trója ze sprawowania
- Twardziel
- Zaległy wyrok
- Zapomniana przyjaźń Boya
- Zielone czyli Wakacje w Dłusku
- Złota czasza księcia Bogusława (1973)

## Odznaczenia i nagrody
W czasach PRL był odznaczony m.in. takimi odznaczeniami jak:
- Krzyż Oficerski Orderu Odrodzenia Polski
- Krzyż Kawalerski Orderu Odrodzenia Polski
- Złoty Krzyż Zasługi
- Srebrny Krzyż Zasługi
- Odznaka Zasłużony Działacz Kultury
- Srebrne Odznaczenie im. Janka Krasickiego[2]

- 1958 – nagroda Wojewódzkiej Rady Narodowej w Bydgoszczy za twórczość literacką
- 1969 – nagroda Wojewódzkiej Rady Narodowej w Szczecinie za działalność społeczną
- 1984 - nagroda indywidualna RSW „Prasa-Książka-Ruch”[5]
- 1985 – nagroda II stopnia Ministra Obrony Narodowej
- 1989 - nagroda im. Ludwika Waryńskiego (1989) za powieść "Odmiana" (Wydawnictwo "Pomorze", 1989)[6]